# De La Salle Institute
Le De La Salle Institute est une école secondaire catholique située dans le quartier Bronzeville de Chicago dans l’Illinois. 
Le nom de l’établissement est une référence à Jean-Baptiste de La Salle fondateur de la congrégation des Frères des écoles chrétiennes.

## Histoire
Le De La Salle Institute a été fondé en 1888, à Chicago par le Frère Adjutor de la congrégation des Frères des Écoles chrétiennes. Cette école secondaire (High school) se distingue en ce qu'elle ne fait aucune discrimination raciale, économique ou religieuse ainsi deux des neuf premiers étudiants étaient Juifs. Cette philosophie de non-discrimination a guidé De La Salle tout au long du XXe siècle.
Pour la rentrée de 2018, le De La Salle Institute accueille 915 étudiants, répartis dans des salles de 22 élèves en moyenne. Les cours sont assurés par 80 enseignants.   
En dehors des matières d'enseignement général, sont enseignés le mandarin, l'espagnol et le français comme langues étrangères, l'infographie, le dessin, la comédie. 

## Anciens élèves
- Coleman Alexander Young
- Martin H. Kennelly
- Richard J. Daley
- Richard M. Daley
- Brian Bogusevic
- LaRue Martin